# Diradops
Diradops är ett släkte av steklar. Diradops ingår i familjen brokparasitsteklar.

## Dottertaxa tillDiradops, i alfabetisk ordning[1]
- Diradops alternata
- Diradops azopa
- Diradops bethunei
- Diradops bionica
- Diradops cardena
- Diradops castanea
- Diradops curvatoria
- Diradops diora
- Diradops empuza
- Diradops fixata
- Diradops granulata
- Diradops horta
- Diradops hyphantriae
- Diradops jesusandresi
- Diradops maculata
- Diradops maijae
- Diradops mexicana
- Diradops nishidai
- Diradops norae
- Diradops opeva
- Diradops poirena
- Diradops pulchra
- Diradops quila
- Diradops rabida
- Diradops rugosa
- Diradops runea
- Diradops surena
- Diradops tamaska
- Diradops tamayoae
- Diradops wangora
- Diradops wiensi
- Diradops vilmae
- Diradops xenika
- Diradops yovera
- Diradops zootita